# Mireille Thibault
Pour les articles homonymes, voir Thibault.
Mireille Thibault, née le 13 février 1955, est une actrice québécoise. 

## Biographie
Mireille Thibault est diplômée du Conservatoire d'art dramatique de Montréal, promotion 1977.

## Filmographie

### Cinéma
- 1980 : Ça peut pas être l'hiver, on n'a même pas eu d'été : Camille Marquis
- 1985 : Le Matou : Mme Jobin
- 1987 : Le Frère André : sœur Gertrude
- 1994 : Louis 19, le roi des ondes : une chanteuse de la chorale
- 1994 : Le Retour des aventuriers du timbre perdu : la mère de Tommy
- 1996 : Karmina : Germaine
- 1998 : C't'à ton tour, Laura Cadieux : Mme Gladu
- 1999 : Laura Cadieux... la suite : Mme Gladu
- 2004 : CQ2 (Seek You Too) : Odile
- 2004 : Ma vie en cinémascope : la caissière du National

### Télévision
- 1978-1982 : Le Clan Beaulieu (série) : Monique Tremblay
- 1980 : Frédéric (série) : Patricia
- 1981 : Les Fils de la liberté (mini-série) : Régine Bellerose
- 1981 : Une aurore boréale (téléfilm)
- 1982 : Métro-boulot-dodo (série) : Louise Paquette
- 1983 : Empire Inc. (mini-série) : Paulette
- 1984 : Épopée rock (série) : Hectorine Lachance
- 1985 : L'agent fait le bonheur (série) : Virginie Bourque
- 1986 : La Clé des champs (série) : Thérèse
- 1987 : Lorenzaccio (téléfilm)
- 1989 : Super sans plomb (série) : Aline Milliard
- 1990 : La Fille du maquignon (téléfilm)
- 1990 : Cormoran (série) : Angélique Lafond
- 1992 : Street Legal (en) (série) : Margaret Dubois
- 1994 : Les Grands Procès, épisode L'Affaire de la petite Aurore : Mme Lemay
- 1995 : 4 et demi… (série) : Hélène Martineau
- 2002 : Jean Duceppe (mini-série) : Amanda Alarie
- 2003 : Le Petit Monde de Laura Cadieux (série) : Mme Gladu
- 2004 : Smash (série) : Mme Trudel
- 2004 : Caméra Café (série) : Maman de Sylvain
- 2008 : Les Lavigueur, la vraie histoire (série) : Colette Richard
- 2010 : Prozac : La Maladie du bonheur (série) : Tante Madeleine

## Doublage
Mireille Thibault a doublé en français plusieurs actrices dont Miriam Margolyes, Kathy Bates, Brenda Fricker, Nancy Parsons, Conchata Ferrell, Pam Ferris et Estelle Harris. 